# Johann Georg Hagen
Johann (John) Georg Hagen (6 mars 1847 - 6 septembre 1930) est un prêtre jésuite et astronome autrichien. Après avoir été directeur de l'Observatoire de l'Université de Georgetown, il est appelé à Rome par le pape Pie X en 1906 pour être le premier directeur du nouvel Observatoire du Vatican. Le père Hagen est également le directeur spirituel d'Élisabeth Hesselblad (1870-1957), baptisée par lui le 15 août 1902 et finalement canonisée le 5 juin 2016 par le pape François .

## Biographie
Johann Georg Hagen est né à Bregenz, en Autriche, le 6 mars 1847, fils d'un instituteur .
Johann entre dans la Compagnie de Jésus, communément appelée les Jésuites, à Gorheim, en Allemagne, en 1863. Il fréquente le Collège jésuite Stella Matutina à Feldkirch, en Autriche et étudie également les mathématiques et l'astronomie à l'Université de Bonn et à l'Université de Münster. Il se porte volontaire pour le service d'ambulance pendant la guerre franco-prussienne, mais est frappé de fièvre typhoïde.
Le 4 juillet 1872, Otto von Bismarck, chancelier d'Allemagne, expulse les jésuites de l'Empire allemand. Johann part pour l'Angleterre où il est finalement ordonné prêtre.
En juin 1880, il quitte l'Angleterre pour les États-Unis. Là, il commence à enseigner au Sacred Heart College à Prairie du Chien, Wisconsin. Là, il cultive son intérêt pour l'astronomie et construit un petit observatoire pour faire des observations astronomiques. Dans le Wisconsin, il devient citoyen américain.
Il est appelé à occuper le poste de directeur de l'Observatoire de l'Université de Georgetown en 1888. Il y poursuit ses recherches et publie de nombreux articles et textes. En mathématiques, l'identité Rothe-Hagen porte son nom; il apparaît dans sa publication en trois volumes de 1891, Synopsis of Higher Mathematics.
Il contribue plusieurs articles sur des sujets astronomiques à l'Encyclopédie catholique .
En 1906, il est appelé par le pape Pie X pour prendre en charge l'Observatoire du Vatican à Rome. Il meurt à Rome le 6 septembre 1930 .
Le cratère Hagen, 55 km de diamètre, de l'autre côté de la Lune porte son nom.

## Ouvrages
- with G. A. Fargis: The photochronograph, and its applications to star transits, Georgetown, D. C., Georgetown College Observatory, 1891[4]
- Synopsis der höheren Mathematik, vol. 4 vols, Berlin, F. L. DamesVol. 1: Arithmetische und algebraische Analyse, 1891Vol. 2: Geometrie der algebraischen Gebilde, 1894Vol. 3: Differential- und Integralrechnung, 1905Vol. 4: Differentialgeometrie der Ebene und des Raumes, 1930
- Index operum Leonardi Euleri, Berlin, F. L. Dames, 1896[5]
- Hagen, « On the history of the extensions of the calculus », Bull. Amer. Math. Soc., vol. 6, no 9,‎ 1900, p. 381–390 (DOI 10.1090/s0002-9904-1900-00733-6, MR 1557730, lire en ligne)
- La rotation de la terre, ses preuves mécaniques anciennes et nouvelles, Rome, Tipografia Vaticana, 1911